# Amazon Go

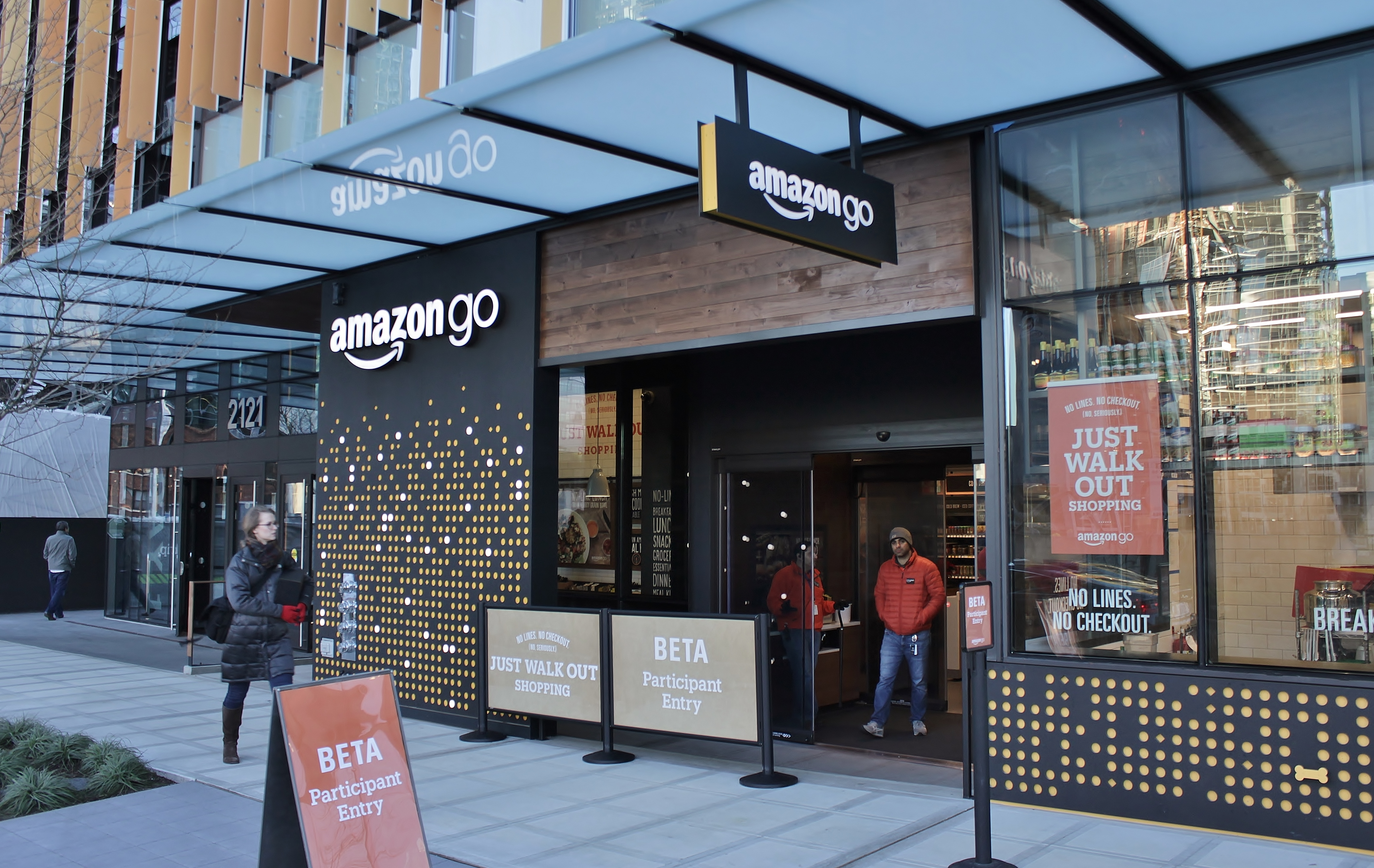
Prototipo de Amazon Go en Seattle.

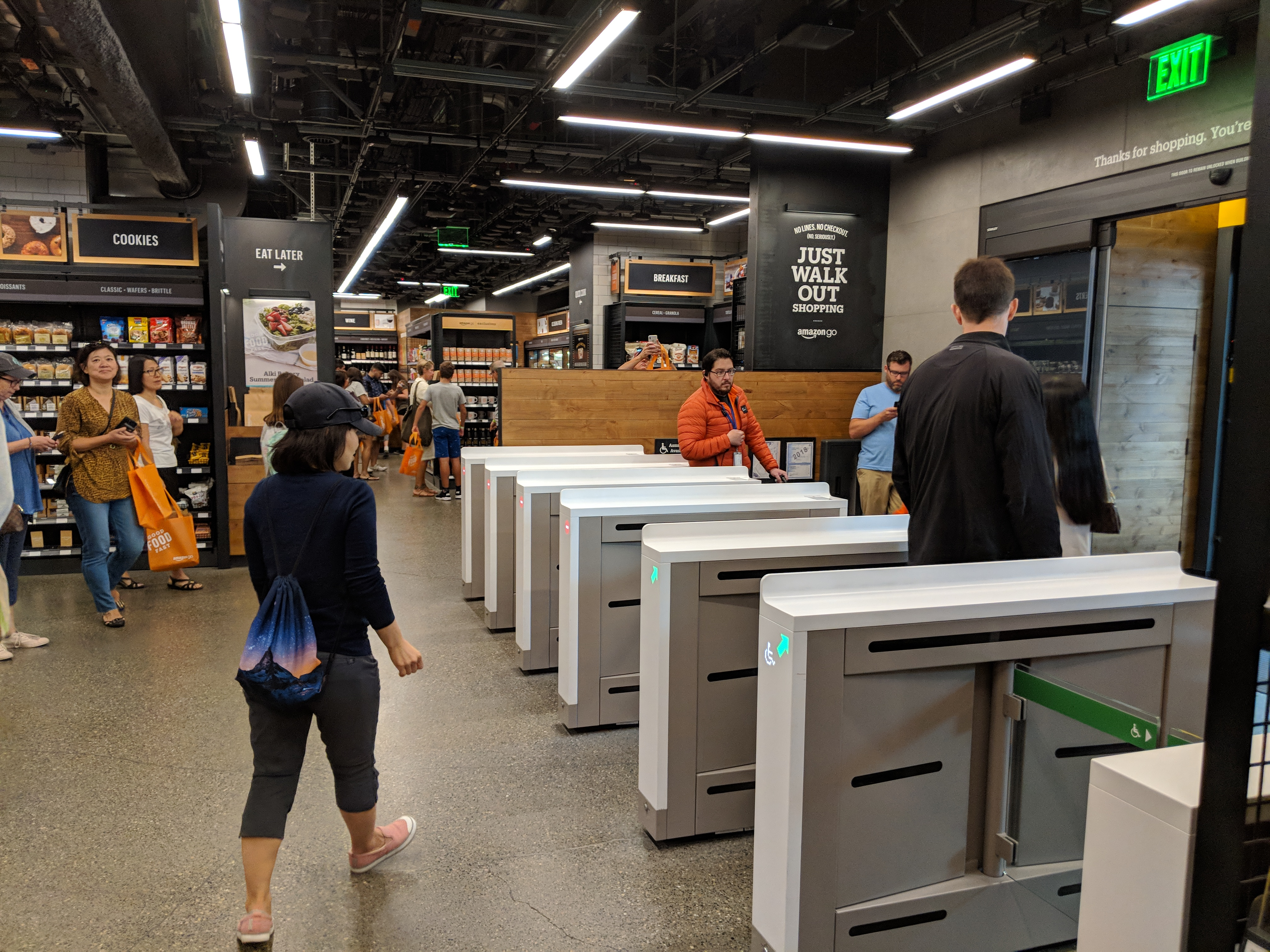
Salida.

Amazon Go es un supermercado prototipo administrado por la empresa comercial estadounidense Amazon.com, que se encuentra en Seattle, en los Estados Unidos. Esta es la primera tienda, hasta ahora la única, cuya apertura solo para empleados de Amazon tuvo lugar el 5 de diciembre de 2016 en la sede de la compañía. El punto de venta está parcialmente automatizado, allí los compradores pueden adquirir productos sin la ayuda de cajeros y sin utilizar cajas registradoras de autoservicio.
En un informe de apertura, publicado en la revista The Wall Street Journal, se escribió que la primera tienda es una de al menos tres planeadas por Amazon, donde cada una de ellas tendrá un formato diferente. En octubre de 2016, los periodistas de Business Insider escribieron en las páginas de este periódico electrónico que vieron documentos internos de Amazon, en los que se describieron 2.000 tiendas abiertamente durante los próximos años. Los portavoces de Amazon negaron esta información, alegando que todavía están aprendiendo.
El servicio de Internet sobre novedades tecnológicas "The Verge" escribió que la apertura de la primera tienda mainstream debía tener lugar a principios de enero de 2017. La primera tiene 167 metros cuadrados, es decir, tenía el área de una tienda de comestibles general promedio con artículos básicos. Amazon planea que las próximas tiendas de prueba sean más grandes. La tienda inicial, que está en periodo de pruebas funciona correctamente solo si hay menos de 20 clientes en ella. Cada vez que hay un mayor número de visitantes en las instalaciones, la tecnología del comprador de Amazon falla porque no está al día con una clientela tan grande.
Finalmente en enero de 2018 la tienda se ha abierto al público.

## Concepto

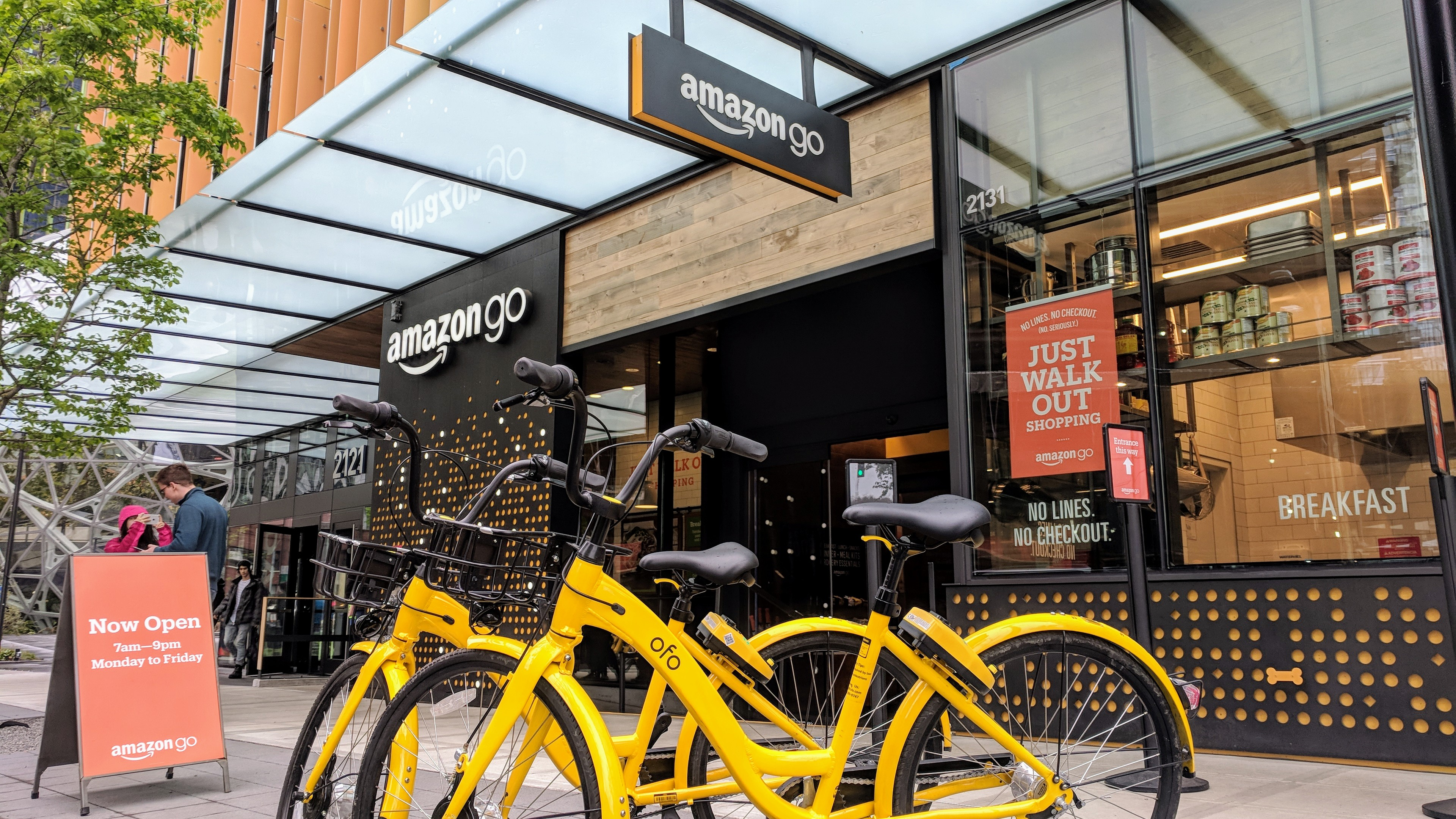
La primera tienda Amazon Go en Seattle

De acuerdo con el video promocional disponible en YouTube, la idea de este tipo de tienda utiliza varias tecnologías, incluyendo reconocimiento de imágenes, algoritmos de aprendizaje profundo y procesamiento de datos de varios detectores, que es automatizar los pasos, es decir, comprar, detenerse en la caja registradora y el pago, que están relacionados con una transacción comercial. El concepto de una tienda de este tipo se percibe como un modelo revolucionario de innovación empresarial que depende de los teléfonos inteligentes y la tecnología de vallado geográfico más utilizados. Esto tiene como objetivo mejorar la experiencia del consumidor, así como la cadena de suministro y la gestión del inventario. Sin embargo, el lanzamiento real de la tienda prototipo Amazon Go en Seattle se pospuso debido a problemas con la capacidad de los sensores para rastrear a muchas personas u objetos en las instalaciones.

## Funcionamiento
Según Amazon, tienen la tecnología de compra más avanzada del mundo y sistemas de aprendizaje automático, visión computacional e inteligencia artificial. El establecimiento tiene cientos de cámaras infrarrojas y sensores electrónicos que identifican a cada cliente y los productos que toma. Los estantes también tienen múltiples sensores que indican si una persona toma o devuelve algún producto. Muchos productos llevan un código para que las cámaras los detecten más fácil.
Para entrar en la tienda se requiere que el cliente pase su teléfono celular por unos sensores y escanee un código QR. A través de la aplicación "Just Walk Out" los clientes pueden seleccionar cualquier producto alimenticio introducirlo directamente en su bolsa de la compra. El cobro se realiza mediante facturas electrónicas enviadas a las tarjetas de crédito de los clientes al salir de la tienda.
La tienda no tiene carros ni canastas, y sólo requiere interacción cuando se requiere un documento de identificación para comprar productos tales como licor.
La tecnología permite detectar ciertas trampas, pues un periodista intentó robar unas latas de refrescos, pero el sistema lo detectó y las agregó a su cuenta.
La apertura al público tomó más tiempo que el estimado debido a problemas con algunos sensores, en el periodo inicial hubo algunos fallos con ciertos sensores a la hora de distinguir clientes con cuerpos similares y con niños que colocaban productos en otros lugares.
El 4 de abril de 2024, se reveló que la tecnología "Just Walk Out" de Amazon contaba con el apoyo de 1.000 trabajadores indios que revisaban manualmente las transacciones. A pesar de las afirmaciones de que estaban completamente automatizadas mediante visión por computadora, una parte importante de las transacciones requirieron esta verificación manual. Además, Amazon anunció planes para reemplazar la tecnología "Just Walk Out" con Dash Carts en las tiendas Amazon Fresh, con el objetivo de mejorar la experiencia del cliente con funciones como localizar productos y ver recibos en tiempo real.

## Otros negocios
Amazon ya había incursionado en el negocio con tiendas físicas, en 2015, abrió su primera librería física y ya tiene unas 13 tiendas de Amazon en Estados Unidos.
Brian Olsavsky, director financiero de Amazon, anunció en octubre de 2017 que sus rivales verán más tiendas Amazon en los próximos años.